# Vebjørn Turtveit
Vebjørn Turtveit (* 12. August 1994) ist ein norwegischer Skilangläufer.

## Werdegang
Turtveit gewann bei der Norwegischen Nordischen Junioren-Skimeisterschaft 2012 am Holmenkollen in Oslo den Titel über 10 km Freistil in der Altersklasse AK 18 und gab zwei Jahre später im Dezember 2014 in Lillehammer sein Debüt im Scandinavian Cup, bei dem er mit Platz vier über 15 km Freistil gleich eine Top-5-Platzierung erreichte; mit Rang 20 platzierte er sich auch im Sprint in den Punkterängen. Im Januar 2015 gelang ihm mit Rang elf über 15 km Freistil seine zweite Top-15-Platzierung. Im Februar 2016 gab Turtveit am Holmenkollen in Oslo beim 50-km-klassisch-Massenstartrennen sein Debüt im Skilanglauf-Weltcup. Dort platzierte er sich mit Rang 25 auf Anhieb in den Punkterängen. In der Saison 2021/22 errang er mit zwei dritten Plätzen den sechsten Platz in der Gesamtwertung des Scandinavian-Cups.